# Annaberg (Rheinberg)
Annaberg ist ein Ortsteil (amtlich Wohnplatz) im Stadtbezirk Rheinberg der Stadt Rheinberg, östlich von Alpsray und westlich von Rheinberg selbst.